# 松崎俊久
松崎 俊久（まつざき としひさ、1930年〈昭和5年〉2月23日 - 2004年〈平成16年〉5月24日）は、日本の政治家、医師。参議院議員（1期）。

## 経歴
1930年、福島県会津若松市に生まれる。日本医科大学を卒業し、循環器内科に入局。財団法人東京都老人総合研究所（現東京都健康長寿医療センター）疫学第一研究室長や疫学部長を歴任。定年後、琉球大学医学部保健学科保健管理教室教授となる。1995年、第17回参議院議員通常選挙比例区（新進党）で落選したが、1998年6月、繰り上げ当選。同11月、民主党に入党し、1999年、民主党会計監査を務めた。2001年の選挙には出馬せず引退。
2004年5月24日、心不全のため死去。74歳没。

## 著書
- 『寿命―どこまで伸びる?』（女子栄養大学出版部、1984年）
- 『ボケ・寝たきりが食事で防げた―こんな予兆に要注意』（主婦と生活社、1985年）
- 『老化のなぞを解く―人体を支配する不思議なリズム 』（東京書籍、1987年）
- 『係長のヘルスコントロール入門』（行政文書、1989年）
- 『長寿世界一は沖縄 その秘密は豚肉食だった―ダイエット食は、ボケ・早死を招く』（祥伝社、1992年）
- 『沖縄発 爽やか長寿の秘訣』（学苑社、1993年）